# Acalypha rubrinervis
Acalypha rubrinervis — вимерла рослина родини молочайних (Euphorbiaceae) з острова Святої Єлени в південній частині Атлантичного океану. Рослину називали струнним деревом через тонкі повислі суцвіття, які нагадували червоні струни. Порушення, пов'язані з поселенням людей на острові, знищили середовище проживання рослини й востаннє її бачили в 19 столітті. Отже, це одна з низки острівних рослин, які були доведені до вимирання через діяльність людини. A. rubrinervis зростав на центральному хребті Святої Єлени на висоті понад 600 метрів.
Acalypha rubrinervis — кущ або невелике деревце 1–2 метрів заввишки. Гілки були з бородавчастими листовими рубцями. Листки від яйцюватої до широкотрикутно-яйцюватої форми, від цілокраїх до дещо хвилясто-зубчастих, листкова пластина розміром 5–7 × 3–5 см, а листкова ніжка 2–6 см завдовжки; листкова ніжка й жилки червоні. Суцвіття — довгий колос, чоловіча частина до 20 см, ниткоподібна, поникла.
Acalypha rubrinervis тісно пов'язаний з Acalypha reticulata Сейшельських островів, Мадагаскару, Коморських островів, Маврикію та Реюньйону, але він досить відрізняється від цього виду загальним виглядом, формою листя, червоним забарвленням, гладкими плодолистками та дуже великими жіночими приквітками.